# Telekiové

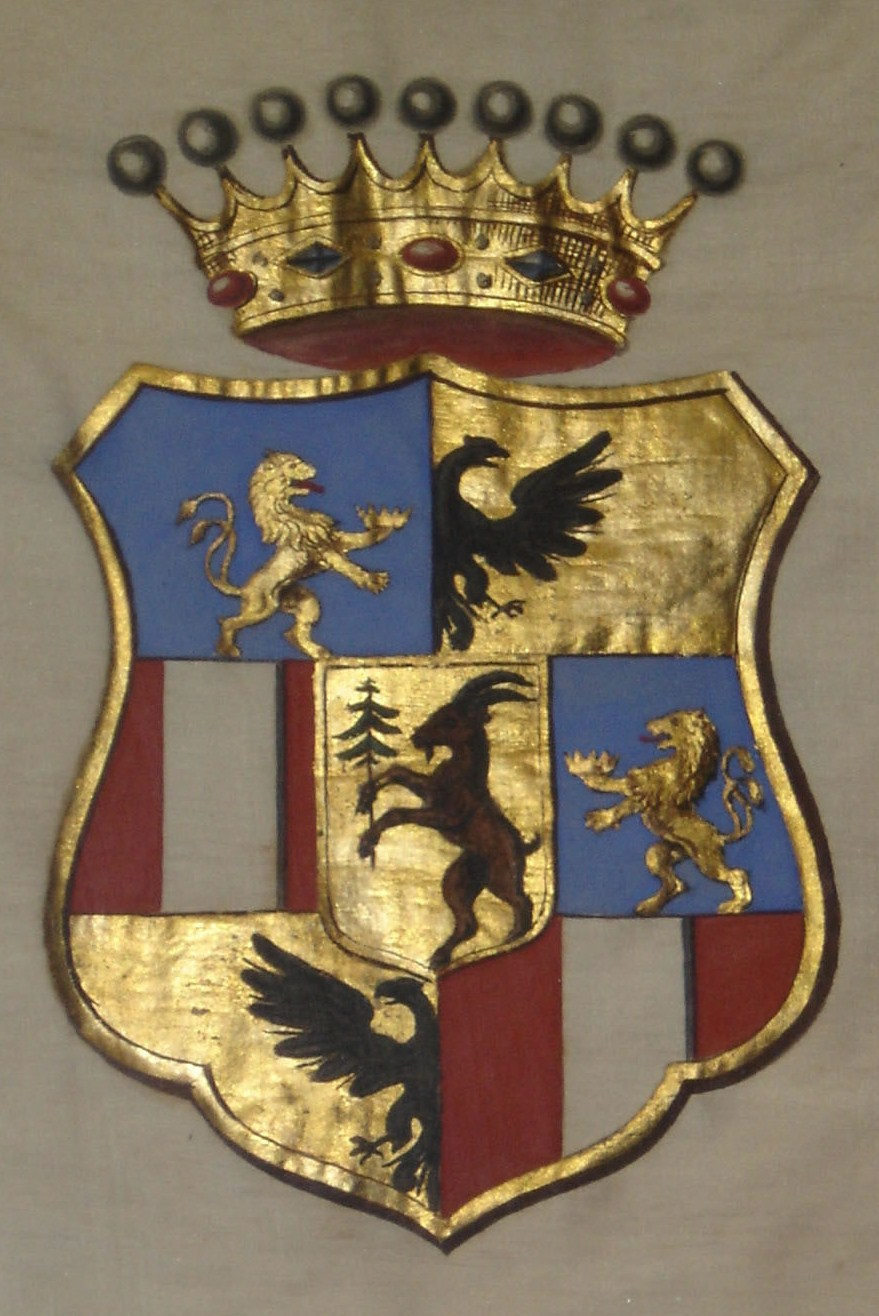
Erb Telekiů

Telekiové (maďarsky Teleki család) jsou uherský šlechtický rod. Založil ho gardový kapitán Michael Garázda de Szék, později Teleky de Szék, zmíněný v pramenech k roku 1605. V 17. století rod zaznamenal raketový růst významu a roku 1685 Leopold I. jmenoval Michaela II. Telekiho říšským hrabětem. Rod se později rozdělil na několik linií, většinou reformovaných, pouze jedna z nich byla katolická. K osobnostem rodu patří například feministka Blanka Telekiová (1806–1862), kartograf a maďarský premiér Pál Teleki (1879–1941) nebo cestovatel a politik Sámuel Teleki (1845–1916). Potomkem rodu je po matce také herečka Catherine von Schell (*1944).